# Kodang
Kodang (korejsky 고당, v anglickém přepisu Ko-Dang) je tul, který se učili nositelé technického stupně 2. dan v bojovém umění taekwondo, než ho v roce 1983 nahradil tul Čučche. Vytvořili ho v letech 1962–1964 podplukovník U Čonglim a seržant Kim Bokman.

## Významy

### Význam názvu
Kodang je posmrtné jméno vlastence Čo Mansika, člena Korejského hnutí za nezávislost. Byl vůdčí osobností Severní Koreje, kde založil Demokratickou stranu. Poté, co odmítl spolupracovat se Sověty, ho zatkla Rudá armáda. Předpokládá se, že byl 15. října 1950 popraven ve vězení v Pchjongjangu.

### Význam počtu pohybů
39 pohybů odkazuje počet kolikrát byl uvězněn a na jeho místo narození na 39° zeměpisné šířky.

## Seznam technik
Výchozí postoj: moa čunbi sogi C
1. annun so sonbadak miro makki
1 → 2 kesok tongdžak
2. annun so ap čirugi
3. annun so sonbadak miro makki
3 → 4 kesok tongdžak
4. annun so ap čirugi
5. niundža so pchalmok tebi makki
6. niundža so an pchalmok kaunde jop makki
druhá ruka zároveň pakat pchalmok nadžunde pande makki
kesok tongdžak
7. niundža so pchalmok tebi makki
8. niundža so an pchalmok kaunde jop makki
druhá ruka zároveň pakat pchalmok nadžunde pande makki
kesok tongdžak
9. koburjo čunbi sogi B
10. kaunde tvitčcha čirugi
11. niundža so sonkchal kaunde makki
12. koburjo čunbi sogi B
13. kaunde tvitčcha čirugi
14. niundža so sonkchal kaunde makki
15. sun pchalgup nerjo tulkchi
16. sun pchalgup nerjo tulkchi
17. konnun so sonbadak nullo makki
nurin tongdžak
18. konnun so sonbadak nullo makki
nurin tongdžak
19. niundža so pakat pchalmok nerjo makki
20. niundža so pakat pchalmok nerjo makki
21. tvitbal so sonbadak olljo makki
22. tvitbal so sonbadak olljo makki
23. kaunde apčcha pušigi
poloha rukou jako při technice 22
24. konnun so sang sonkchal anuro terigi
25. konnun so sonkchal čchukchjo makki
26. niundža so sonkchal nadžunde makki
27. konnun so ap čumok nerjo čirugi
28. niundža so sonkchal tebi makki
29. tvimjo niundža so sonkchal tebi makki
30. kjočcha so tung čumok nopchunde jop terigi
31. konnun so pakat pchalmok nopchunde jop makki
32. konnun so pakat pchalmok nopchunde jop makki
33. niundža so tvidžibo čirugi
34. kaunde pandal čchagi
35. opchun sonkut nopchunde pakuro kutki
36. kaunde pandal čchagi
37. opchun sonkut nopchunde pakuro kutki
38. niundža so sonkchal nopchunde tebi makki
39. niundža so sonkchal nopchunde tebi makki

Závěrečný postoj: moa čunbi sogi C